# Henrik Teleman
Henrik Teleman, född 2 februari 1962, är en svensk konstnär och tidigare konsthallschef.
Henrik Teleman är grundare av, och 1998–2013 chef för, Virserums konsthall, Han är utbildad konstnär vid Grafikskolan Forum i Malmö och Hochschule  der Künste Berlin. Hans mest kända verk är Händer (1996–2002). Henrik Telemans ambition är att skapa konst utifrån ett underifrånperspektiv, där publiken är delaktig i produktionerna och arbetar tillsammans med anställda fältkonstnärer. 
Vissa utställningar har orsakat rabalder, exempelvis "Hata Sydkraft och Telia" och "Från förälskelse till råknull". I övrigt har konsthallens utställningar fokuserat på skog, landsbygd, människor och hållbar utveckling.
Den 4 juli 2005 var Henrik Teleman värd för radioprogrammet Sommar.